# 三吉 (広陵町)
三吉（みつよし）は、奈良県北葛城郡広陵町の大字のひとつである。人口は3326人。面積は1.7424平方キロメートル。

## 地理
大字三吉は、三つの字に分けられ、赤部、大垣内、斉音寺となっている。

西部は馬見北、馬見中、南部は馬見南、疋相、笠、東部は古寺、中、北部は寺戸、河合町と接している。

### 古墳
- 新木山古墳
- 三吉石塚古墳
- 巣山古墳